# Usine Fiat-Rivalta
L'Usine Fiat-Rivalta est une usine du constructeur automobile italien Fiat, implantée sur la commune Rivalta di Torino. Inaugurée en 1968, elle est située à environ 30 km de la méga usine Fiat-Mirafiori. Bien que dépendant de la commune de Rivalta, l'usine est très proche de la ville de Piossasco dont le centre est seulement à 2 km.

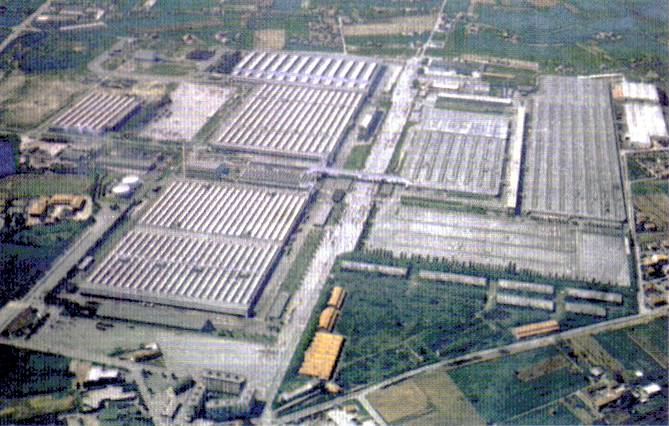
Vue aérienne de l'usine Fiat Rivalta en 1972

## Historique
Cette nouvelle usine destinée à seconder les sites de Mirafiori et du Lingotto, pour la production automobile du Nord de l'Italie, vit son premier atelier de mécanique entrer en service en 1968, alors les ateliers de montage, peinture et les bâtiments de bureaux étaient encore en cours de réalisation. L'usine de Rivalta a été conçue par les services internes de Fiat, Fiat Engineering.
Alors que les premiers ouvriers ont fait démarrer l'usine en 1968, en 1971 ils étaient plus de 16 000 salariés, ouvriers, employés et cadres.
Le premier modèle automobile à avoir été produit dans l'usine de Rivalta, sera la Fiat 128, dont les cadences dépassaient les 1 200 exemplaires par jour.
L'usine Fiat de Rivalta sera entièrement restructurée en 1977 pour permettre la production de la nouvelle Fiat Ritmo avec l'utilisation d'un nouveau système révolutionnaire d'assemblage des carrosseries, une ligne robotisée entièrement automatique : le Robogate, premier système automatisé de robotique dans le monde. 
En 2001, l'usine a changé de destination et a cessé la production de véhicules automobiles qui a été entièrement transférée à l'usine Fiat Mirafiori. L'usine de Rivalta a été transformée pour la production de composants aéronautiques de Fiat Avio.

## Développement local
La construction de l'usine Fiat de Rivalta n'a pas été sans influence sur le développement local : elle a radicalement modifié l'environnement de cette bourgade à vocation rurale. La population résidente de Rivalta est passée en quelques mois de 2 500 à plus de 10 000 habitants, de même Piossasco est passée de 4 300 à presque 10 000 habitants.
Il faut souligner que lorsque Fiat décida de créer ce nouveau site industriel, c'est Fiat qui a créé les logements et infrastructures pour ses propres besoins.

## Liste des modèles produits à Rivalta
Durant ses 31 années d'existence au sein de Fiat Auto, les modèles produits dans cette usine ont été dans un  premier temps exclusivement des modèles Fiat puis, à partir de 1978 sont venus des modèles Lancia et les dernières années un modèle Alfa Romeo : 

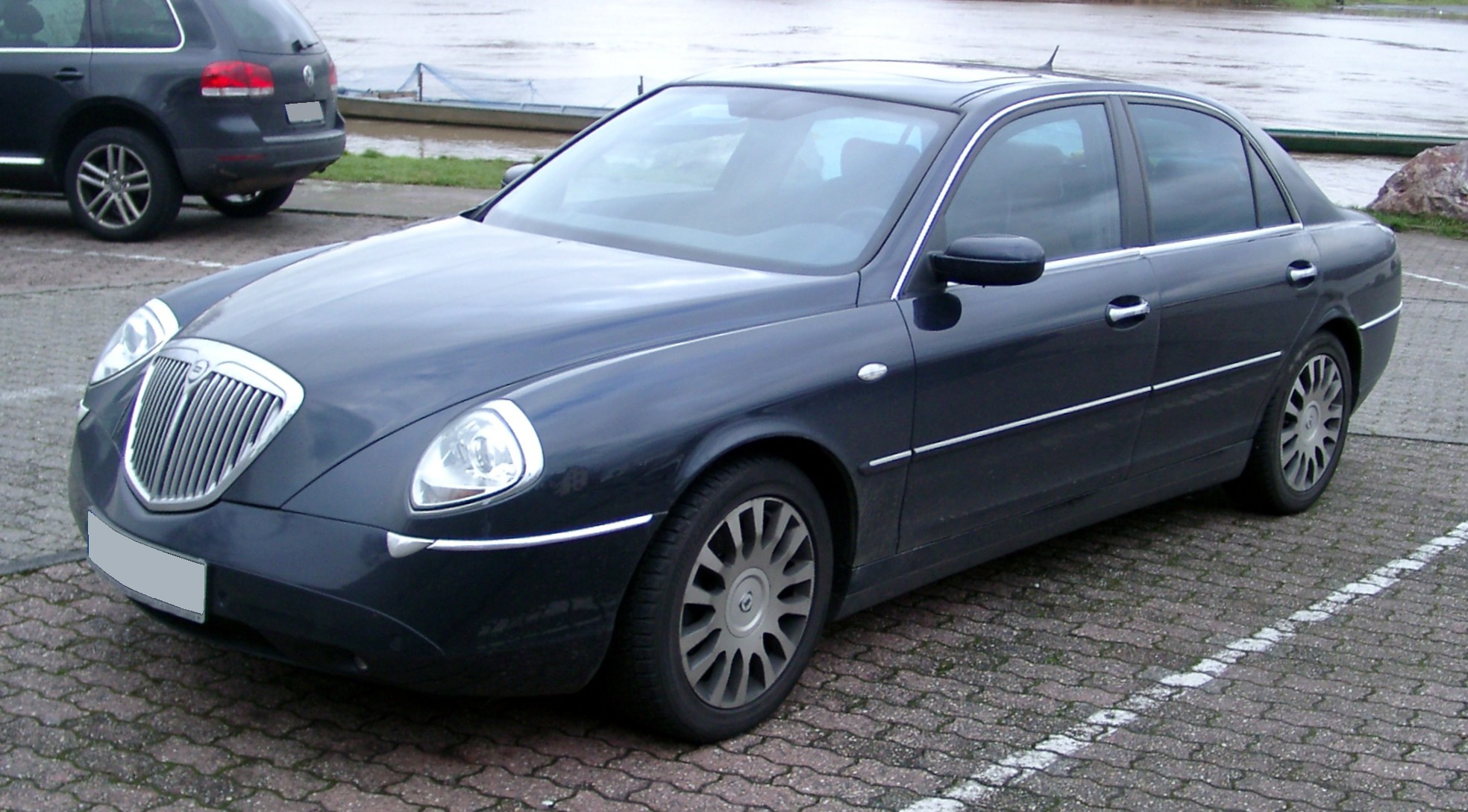
Lancia Thesis, un des derniers modèles produits dans l'usine de Rivalta

- Fiat 128
- Fiat Uno
- Fiat 130
- Fiat Ritmo
- Fiat Bravo (176)
- Fiat Brava
- Fiat Marea
- Lancia Prisma
- Lancia Delta
- Lancia Lybra
- Lancia Kappa
- Lancia Thesis
- Alfa Romeo 166